# Relations entre la Birmanie et le Vietnam
Les relations entre la Birmanie et le Viêt Nam constituent les relations étrangères bilatérales entre la république de l'Union de Birmanie et la république socialiste du Viêt Nam.
Tous deux sont membres de l'Association des nations de l'Asie du Sud-Est. La Birmanie possède une ambassade à Hanoï et un consulat général à Hồ Chí Minh-Ville, tandis que le Viêt Nam possède une ambassade à Rangoun.

## Historique
En 1462, l'empereur vietnamien Lê Thánh Tông alors qu'il campe vers l'actuelle frontière lao-birmane, envoie une lettre d'amitié au roi d'Ava en Birmanie centrale,.
La première ambassade birmane au Viêt Nam est établie en 1822-1823 et dirigée par George Gibson, qui est le fils d'un mercenaire anglais. Le roi birman à l'époque est Bagyidaw. Il est très désireux de conquérir le Siam et espère que le Viêt Nam peut être un allié utile. Le Viêt Nam vient alors d'annexer le Cambodge. L'empereur vietnamien Minh Mạng, vient de prendre le trône après la mort de son père, le fondateur de la dynastie Nguyen Gia Long. Une délégation commerciale du Viêt Nam se rend par la suite en Birmanie, afin d'étendre le commerce du nid d'oiseaux. L'intérêt de Bagyidaw dans l'envoi d'une mission en retour est cependant de garantir une alliance militaire,.
À la fin du XIXe siècle, les deux pays deviennent des colonies de la Grande-Bretagne et de la France.

## Relations récentes
Après la réforme économique vietnamienne de 1986, le Viêt Nam abandonne pratiquement la philosophie socialiste et communiste, tandis que la Birmanie subit un revers économique important après l'échec du soulèvement 8888. Le Conseil d'État pour la paix et le développement au pouvoir en Birmanie maintient des liens cordiaux avec le Viêt Nam et plusieurs personnalités militaires birmanes, notamment Khin Nyunt, se rendent au Viêt Nam afin d'apprendre des succès des réformes économiques du Viêt Nam.

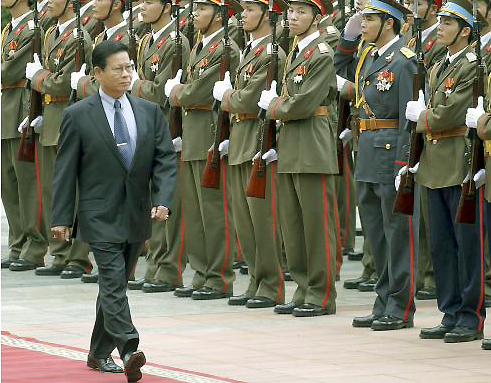
Khin Nyunt passe en revue une garde d'honneur vietnamienne au palais présidentiel de Hanoï au Viêt Nam.

### Depuis 2011
Les réformes politiques Birmanie changent le climat politique du pays et le Viêt Nam devient un acteur actif. Alors que la Chine, l'Inde et la Thaïlande restent des investisseurs traditionnels en Birmanie, plusieurs sociétés vietnamiennes comme Viettel et Hoang Anh Gia Lai Group accroissent leurs activités dans le pays. Viettel devient l'un des cinq plus grands investisseurs téléphoniques au en Birmanie tandis que Hoang Anh Gia Lai devient un investisseur de premier plan dans le pays.
La Birmanie et le Viêt Nam s'engagent par la suite dans des coopérations plus poussées et plus approfondies,.
Plus tard, la coopération militaire croît aussi entre la Birmanie et le Viêt Nam. Le gouvernement vietnamien, par l'intermédiaire de Viettel, propriété de l'armée, fournit des armes et des équipements, et coordonne l'envoi de responsables militaires pour former des soldats birmans du Tatmadaw pour lutter contre les rebelles ethniques lors du conflit en Birmanie.